# Янко-музикант
«Янко-музикант» — соціальна повість польського письменника Генрика Сенкевича, написана 1879 року.

## Сюжет
Сюжет твору розповідає про трагічне життя хлопчика на ім'я Янко, який з дитинства був хворобливим і слабким. Він народився кволим, і всі сумнівалися, що він виживе. Проте хлопчик, хоч і ледве дихаючи, зростав, хоча постійно відчував нестачу їжі та тепла. Його мати, бідна наймичка, частенько називала його підкидьком, била, хоч, можливо, любила по-своєму. З раннього віку Янко був захоплений музикою. Його вабило все, що нагадувало музику: звуки в лісі, вітер, пісні птахів. Весь навколишній світ звучав для нього, і в музиці він бачив своє єдине щастя.
Хлопчик мріяв про скрипку, та його життя було сповнене злиднів. Він намагався виготовити музичний інструмент сам, але скрипка з дранки не могла звучати так, як він уявляв. Його одержимість музикою не знаходила розуміння в оточуючих, і навіть за найменшу спробу зануритися в світ звуків Янка жорстоко карали. Люди прозвали його «Янко-музикант», і ця прізвисько стало відображенням його нерозуміння і несприйняття світом.
Одного разу хлопчик побачив справжню скрипку в буфетній панського будинку. Вона висіла на стіні, і здавалася йому священним об'єктом, чарівним інструментом, який мав здійснити його мрію. Вночі, коли нікого не було, Янко наважився проникнути в буфетну, щоб хоча б раз потримати скрипку в руках. Але його зловили і жорстоко покарали. Лакей доніс хлопчика до старости, де його вирішили покарати різками. Сторож Стах, не зважаючи на тендітне тіло Янка, бив його безжально, що призвело до того, що хлопчик не зміг оговтатися і почав швидко згасати.
Через декілька днів Янко помирає, залишаючи за собою лише свою мрію про справжню скрипку. У хвилини смерті він просить у матері, щоб на небі йому дали справжній інструмент, на що мати відповідає, що бог обов'язково дасть йому те, про що він мріяв. Янко помирає тихо, під промінням сонця, яке освітлює його золотисте волосся.
На наступний день пани повертаються з Італії і розмовляють про те, як вони допомагали талановитим людям там. Але життя Янка, хлопчика-музиканта, залишилося непоміченим, і його смерть не змінила нічиїх планів.